# グリゴリー・ポターニン
グリゴリー・ニコラエヴィチ・ポターニン（ロシア語: Григорий Николаевич Потанин、英語: Gregoriy Nikolaevich Potanin1835年10月4日 - 1920年6月30日）は、ロシアの民族学者、探検家、政治活動家。

## 生涯

### 幼年期
1835年10月4日、ロシア帝国オムスク州のイルティシュ河岸に位置するヤムィシェフスカヤ村で、ポターニンはコサック（カザーク）の将校の家に生まれる。ポターニンが5歳のとき、彼の父親は上官との衝突が原因で一時的に投獄され、兵卒に降格される。裁判にあたって一家は多額の財産を失い、彼の母は父が収監されている時に病死する。このため、ポターニンは親戚の家を転々とする生活を送った。ヤムィシェフスカヤ村に住んでいた将校エリゼンは落魄したポターニン一家に同情し、ポターニンに厚い保護を与えた。ポターニンはエリゼン夫人の影響を受け、後年に自分に学問と文学への関心を与えた夫人を精神的母親と呼んだ。エリゼン夫人に感化されたポターニンはニコライ・ゴーゴリの作品を読みふけり、8歳のときには『ロビンソン・クルーソー』を読破した。
1846年、ポターニンはオムスクの陸軍幼年学校に入る。士官学校時代、ポターニンはマダガスカル島への旅行に憧れていた。また、士官学校時代の同級生には、後に中央アジア探検家として活躍するチョカン・ワリハーノフがいた。

### 軍時代
1852年にポターニンは士官学校を卒業、ホルンジー（コサック軍特有の階級。少尉に相当する）に叙せられて、セミパラチンスクのコサック軍第8連隊に配属された。1853年春にアラタウ山脈麓のカパールまでのおよそ700kmに及ぶ距離を行軍し、翌1854年にヴェールヌイ要塞（アルマトイ）の建設に参加する。ポターニンはカパールからイリ盆地の都市クルジャまで、クルジャに設置されているロシア領事館の職員に支払う俸給を輸送する任務を与えられ、クルジャに到着したポターニンは町の異国的風景に心を打たれる。
ポターニンは21歳のときからオムスクのコサック軍団本部に勤務し、軍務の傍らでオムスクに保管されている古文書を整理し、シベリア、コサックの歴史を調べ上げていた。また、史学以外に植物標本の作製にも熱意を示した。1856年6月、シベリア探検に向かう探検家・地理学者のピョートル・セミョーノフ＝チャン＝シャンスキーはオムスクに立ち寄り、ポターニンはセミョーノフの知己となる。ポターニンが学問に見せる強い情熱に感心したセミョーノフは、首都のペテルブルク大学への入学を約束した。
1858年にポターニンは病気を理由に除隊を願い出、彼の申し出は受理される。ポターニンは脱腸を口実にし、乗馬が出来なくなったため、除隊を願い出たといわれている。軍籍から抜けた後、ポターニンはペテルブルクに行く資金を得るため、トムスクの親族の元に向かった。トムスクでポターニンは流刑中のミハイル・バクーニンを紹介され、バクーニンとの出会いは彼の人生を大きく変えることになる。バクーニンはペテルブルクに住む自分の妹たちとモスクワのジャーナリストであるカトコーフに宛ててポターニンを紹介する手紙を書き、ペテルブルクへの移動を手配した。1859年夏にポターニンはペテルブルクに到着し、バクーニンの妹たちの元を訪れる。バクーニンの妹の一人プラスコーヴィヤはペテルブルク大学の法学部教授カヴェーリンに推薦状を書き、同年秋にポターニンはペテルブルク大学理学部自然史学科に聴講生として入学する。

### 逮捕、服役
ポターニンが入学した後もカヴェーリンは彼の世話を焼き、ポターニンは生活に困窮した時にたびたびカヴェーリンから援助を受ける。ポターニンは友人のニコライ・ヤドリンツェフと一つの部屋を借りて共同で使用していたが、売れる者はほとんど売り払ったため、一枚残ったズボンすらも共用する羽目になった。ウクライナ出身の歴史家コストマーロフの講義にポターニンは強い興味を覚え、後年のシベリアの分離独立の着想を得たと考えられている。1861年9月から10月にかけてペテルブルク各地の大学で起きた学生運動に参加したため、ポターニンは逮捕される。参加の動機に深い政治的な意図が無いと判断されて、12月7日にポターニンは釈放されたが大学は閉鎖され、ポターニンはオムスクに帰郷した。
シベリアに戻ったポターニンは、セミョーノフの斡旋によって1862年4月にロシア帝室地理学協会の研究員に採用され、同年夏にウラル地方の学術調査に参加する。翌1863年にザイサン湖と東タルバガタイ山脈に向かうストルーヴェの探検隊に通訳として参加し、この地域への調査は後年の中央アジア研究の第一歩となった。帰還後にポターニンは統計委員会書記、農民問題委員に任命され、日曜学校、読書会などを通した文字の教育に携わった。その後ポターニンはストルーヴェに仲介を頼んでトムスク県統計委員会書記の職に着き、1864年秋にトムスクに移住する。ポターニンにとって、トムスク県統計委員会書記は給料を得られるだけでなく、現地の自然と住民の研究、植物・昆虫の採集も行える理想的な役職だった。同じくトムスクに住む事になったヤドリンツェフと共に、ポターニンはトムスクで発行された新聞『トムスク県通報』に論説を発表した。
ポターニンはシベリアとロシア本土の間にある植民地的な格差を憂いてヤドリンツェフらと議論を交わしたが、ロシア政府にはポターニンと仲間たちは急進的な分離主義者に映り、ポターニンたちに監視の目が向けられるようになる。1865年5月27日にポターニンは仲間のヤドリンツェフ、コロソフと共に逮捕される。ポターニンらの活動は政府から警戒され、また逮捕の一週間前に発見されたシベリア独立宣言文の起草者だと疑われていた。ポターニンは軍の監獄に移され、収監中も学術研究を続けた。オムスクの監獄に3年間収容された後、1868年にヘルシンキ沖のスヴェアボルグ島に移送される。1871年12月にポターニンは牢から出され、ヴォログダ県のトティマー、次いでニコリスクに流された。
流刑先のニコリスクでポターニンは友人のラウルスキーの慰問に訪れた彼の妹アレクサンドラと出会い、彼女と文通を始める。刑期を終えた後、ポターニンはアレクサンドラと結婚する。後年行った探検調査での資料の収集にあたって、アレクサンドラは持ち前の語学力を生かしてポターニンを助けることになる。1873年には、ヴォログダ県の調査研究の功績を評価されて地理学協会から金メダルを授与される。1874年にセミョーノフらの奔走によってポターニンは特赦を受けてサンクトペテルブルクへの居住を許され、モンゴル西部の探検を委任される。

### 中央アジアの探検
1876年7月から1878年1月にかけてポターニンは第一次モンゴル探検を行い、1879年から1880年にかけて第二次探検を実施した。モンゴル西部のほか、トゥバ人の居住区、新疆省の一部が調査の対象とされ、モンゴルでの調査はポターニンの学術的関心を自然科学から人文科学へと揺り動かした。
1884年から1886年には、内モンゴル、四川、チベット北辺の探検を行う。中国本土を調査の対象とすることに関心を示したロシア皇帝アレクサンドル3世はポターニンに援助を与える。1883年10月に調査隊はクロンシュタットを発ち、ジブラルタル海峡、アデンを経てバタヴィア（ジャカルタ）に寄港する。搭乗する軍艦が故障したためポターニン一行は帆船に乗り換え、1884年に北京に到着した。フフホト、オルドス草原、西寧、オルホン川などの土地で調査を行い、1886年10月にロシア領のキャフタに到達して調査を終えた。調査の功績を評価されてポターニンはコンスタンチン黄金勲章が、同行していたアレクサンドラには銀章が授与される。3回目の中央アジア探検の成果は、『中国のタングート、チベット辺境および中部蒙古』2巻にまとめられて出版された。1887年3月にポターニン夫妻はペテルブルクに戻って採取した資料の整理にあたり、ポターニンがロシア地理学協会東シベリア支部の事務主任に任命された後、やり残した調査と協会の職務を遂行するため、同年10月にイルクーツクに移動した。
1890年に地理学協会東シベリア支部事務主任の地位を辞した後、1892年にポターニンは4度目の内陸アジア探検を試みた。同年秋にキャフタを発って北京に到着し、再び四川に向かった。道中で同行していたアレクサンドラが病に罹り、ポターニンは探索を中断しなければならなかった。1893年9月19日、重慶付近でアレクサンドラは病没する。1894年1月23日にキャフタでアレクサンドラを埋葬した後、ポターニンは探検隊と別れ、ペテルブルクに帰還する。1899年にポターニンは大興安嶺の調査を行う。この調査から帰国して以降、ポターニンがロシア領から出る事は無くなった。

### 晩年
晩年のポターニンは白内障によって視力が衰え、友人たちの協力を受けて口述筆記で著述活動を行っていた。1902年にポターニンはシベリアの女流詩人マリーヤ・ゲオルギエヴナ・ワシーリエワと恋愛関係になり、文通を始める。ポターニンはワシーリエワの詩集の出版に奔走するが、シベリア独立運動に携わる人間たちからの心証は良くはなかった。1911年にポターニンとワシーリエワはアルタイ山脈の保養地チェマルで落ち合い、結婚した。やがて二人の結婚生活は破たんし、1917年に離婚に至る。
1905年のロシア第一革命以後にシベリア独立運動は本格化し、ポターニンはシベリア独立の象徴的存在となる。1917年に二月革命が起きた後、ポターニンは社会革命党に参加する。しかし、政治的活動、社会主義への違和感のために6月に離党した。同年12月に反ソビエト勢力によって広かれたシベリア州大会は、ポターニンを臨時シベリア州議会の議長に選出した。ポターニンは老齢と視力の低下を理由に議長の地位を固辞したが、1918年7月に臨時シベリア政府からシベリア名誉国民の称号を贈られる。ポターニンは2度の肺炎と脳溢血のために入院し、1920年6月30日にトムスク大学病院で没した。

## 研究、評価
ポターニンは、1876年から1880年にかけて二度にわたって行ったモンゴル探検の調査結果を『西北蒙古誌』4巻にまとめあげた。ポターニンが採取したテュルク系民族、モンゴル系民族に関する民族学的資料は、研究者から重要視されている。『中国のタングート、チベット辺境および中部蒙古』には、青海、甘粛に居住するサラール族によって話されるサラール語の語彙が多く含まれている
。また、ポターニンはシベリアの少数民族やカザフ人の知識人とも交流を持ち、アラシュ・オルダの成立に影響を与えた。
調査の中で現地の口承を多く採集したポターニンはキリスト教の伝承との共通点が多い点に着目し、キリスト教の発祥地が南シベリア、あるいは北モンゴルにあるという仮説を立てた。ヨーロッパの神話、英雄叙情詩が東方世界から伝播したと仮定するポターニンの「東方起源説」は当のヨーロッパでの評価は低く、主張の裏付けを得るために1897年にパリで文献の調査を行った。
ポターニンが晩年に著した自伝は、当時の人物と時代の背景を精密に述べた名作と評価されているが、単行本としては刊行されていない。
ソビエト連邦時代、ポターニンの研究者としての面のみが強調され、政治運動家としての一面は隠されていた。地質学者のウラジミール・オーブルチェフは、内陸アジア探検で特に功績がある3人の偉人にポターニン、ニコライ・プルジェワリスキー、ミハイル・ペフツォフを挙げ、ポターニンを資料の蒐集において特に高く評価した。オーブルチェフはポターニンの人となりについて、彼が現実の世界に疎いロマンチストで、思いやりのある人間だと述べた。

## 和訳本
- 『西北蒙古誌』第2巻（東亞研究所訳, 竜文書局, 1945年5月）
- 『西北蒙古誌』第2巻（東亜研究所訳, アジア学叢書, 大空社, 2008年1月） - 竜文書局から出版された訳本の復刻版